# 祖国 (蒙特塞拉特)
《祖国》（英語：Motherland）是英国海外领地蒙特塞拉特的“国家歌曲”（national song）。这首歌由学者J·A·乔治·艾瑞什作曲，前任代理总督霍华德·弗格斯爵士作词。在经过一次广泛的公开征集活动后，《祖国》最终于2014年被蒙特塞拉特立法议会确认为该地区的“国家歌曲”。J·A·乔治·艾瑞什与霍华德·弗格斯是首批获颁蒙特塞拉特历史性国家杰出勋章的人士，该勋章是授予在教育和社区领导领域作出卓越贡献的在世公民的最高荣誉。该歌曲的官方版本由国际艺人阿雅娜·艾瑞什演唱，并提交政府存档及供公众使用。